# 고조역 (나라현)
고조역(일본어: 五条駅, ごじょうえき)은 일본 나라현 고조시에 있는 서일본 여객철도의 철도역이다.
오지 철도부의 관할에 있으며, 역 업무 일부는 JR 서일본 교통 서비스가 대신 하고 있지만, 승무 업무는 서일본 여객철도에서 파견한 직원이 직접 다루고 있다. 고조시에서 가장 규모가 큰 역으로, 서일본 여객철도 긴키 총괄본부 (오사카 지사)와 와카야마 지사의 경계 역할을 하고 있다. (단, 고조 역은 긴키 총괄본부 오사카 지사가 관할한다. 또한 고조 역을 지나는, 와카야마 선의 장거리 열차들은 고조 역에서 승무 교대를 하게 된다.

## 역 구조
단식 승강장·섬식 승강장이 합쳐진 2면 3선 형태의 지상역이다. 승강장은 최대 10량까지 수용할 수 있다. 역사는 나무를 재료로 지어졌으나, 입구 부분만은 콘크리트로 증축되어 있다.

### 승강장
| 1·2·3 | ■ 와카야마 선 (상행) | 다카다 · 덴노지 방면     |
| 1·2·3 | ■ 와카야마 선 (하행) | 하시모토 · 와카야마 방면 |

## 역세권 정보
- 고조시청사
- 간사이 전력 고조 변전소

## 역사
- 1896년 10월 25일 - 난와 철도의 가쓰라 역 ~ 후타미 역 구간 개통과 동시에 개업.
- 1898년 4월 11일 - 기와 철도가 고조 역 ~ 후타미 역 ~ 하시모토역까지의 구간을 개업하여 접속역이 되었다.
- 1907년 10월 1일 - 국유화에 따라 일본국유철도의 소속이 되었다.
- 1987년 4월 1일 - 민영화에 따라 서일본 여객철도의 소속이 되었다.

## 인접역
| 서일본 여객철도 와카야마 선 | 서일본 여객철도 와카야마 선 | 서일본 여객철도 와카야마 선 |
| --------------------------- | --------------------------- | --------------------------- |
| 기타우치 오지 방면          | ■ 와카야마 선               | 야마토후타미 와카야마 방면  |